# Wołżanin
Wołżskoje Awtobusnoje Proizwodstwo (ros. Волжское автобусное производство) – rosyjski producent autobusów, który sprzedaje swoje pojazdy pod marką Wołżanin (Волжанин).

## Historia i opis fabryki
Fabryka w Wołżsku powstała w 1993 roku jako filia firmy LiAZ. Pod koniec I połowy lat 90. fabryka weszła w skład koncernu ZAO Awtobus. W 1995 roku firma stworzyła pierwszy autobus własnej konstrukcji – dalekobieżny Wołżanin-5268, którego seryjna produkcja ruszyła w 1996 roku. W 1998 roku fabryka jako pierwszy producent autobusów w Rosji uzyskała certyfikat jakości ISO 9001, przyznany przez TÜV. W tym samym roku upadł koncern ZAO Awtobus i od tego momentu zakłady Wołżanin rozpoczęły działalność samodzielną. W 1999 roku wprowadzono do produkcji kolejne własne modele, tym samym kończąc produkcję autobusów LiAZ. W 2001 roku na salonie MIMS w Moskwie zaprezentowano pierwszy rosyjski autobus 3-osiowy o długości 15 metrów na podwoziu szwedzkiej firmy Scania. W 2002 roku ofertę uzupełnił pierwszy w historii firmy wysokopokładowy autokar turystyczny. W 2003 roku wyprodukowano 245 autobusów. W 2014 roku rozpoczęła się budowa nowych zakładów.

## Modele
- Wołżanin-32901
- Wołżanin-5270
- Wołżanin-6216
- Wołżanin-6270
- Wołżanin-5270.06 CityRytm-12
- Wołżanin-6270.06 CityRytm-15
- Wołżanin-52701
- Wołżanin-52702
- Wołżanin-52851
- Wołżanin-6271 CityRytm-18
- Wołgabus-4298
- Wołgabus-6271

## Galeria

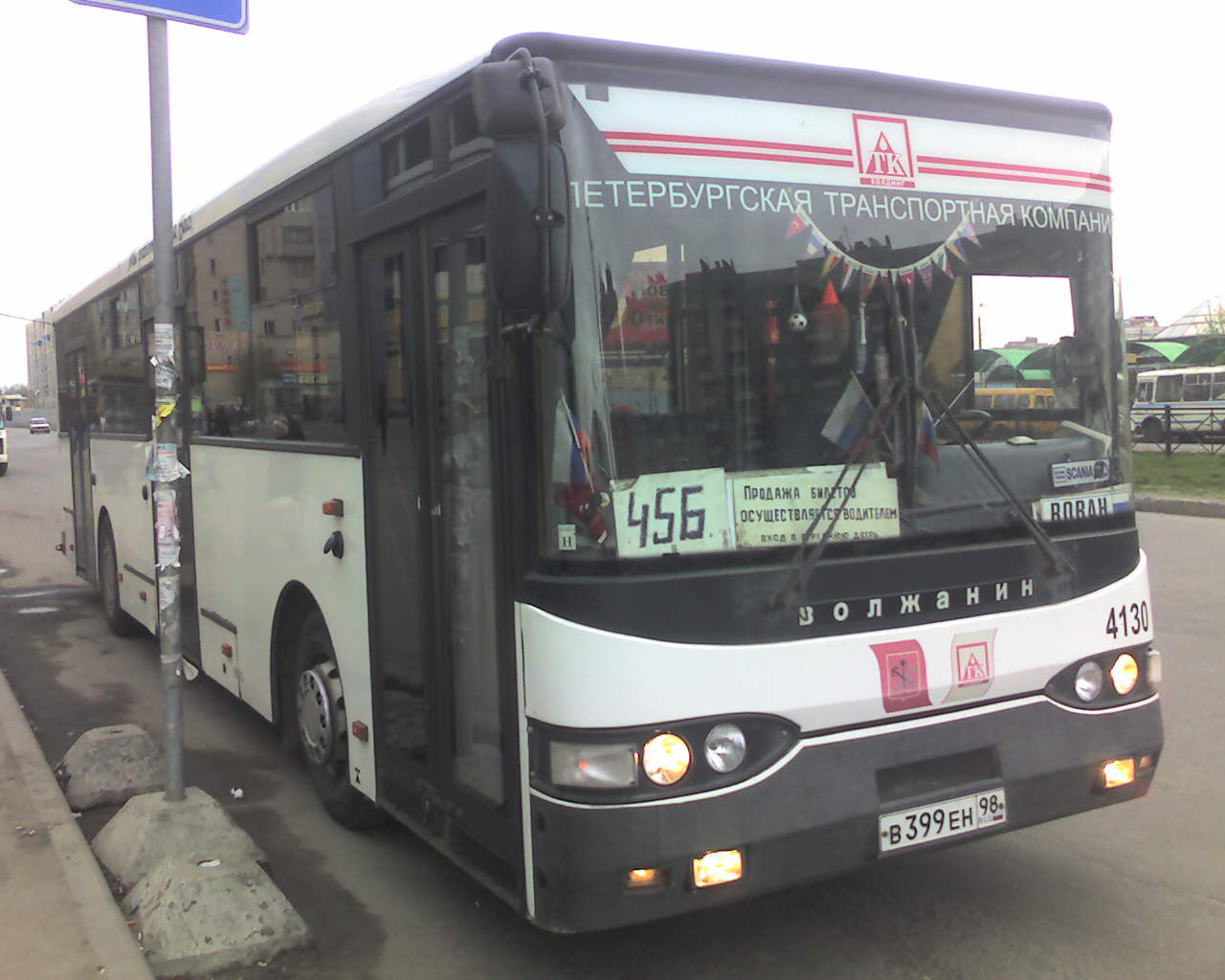
Wołżanin-5270
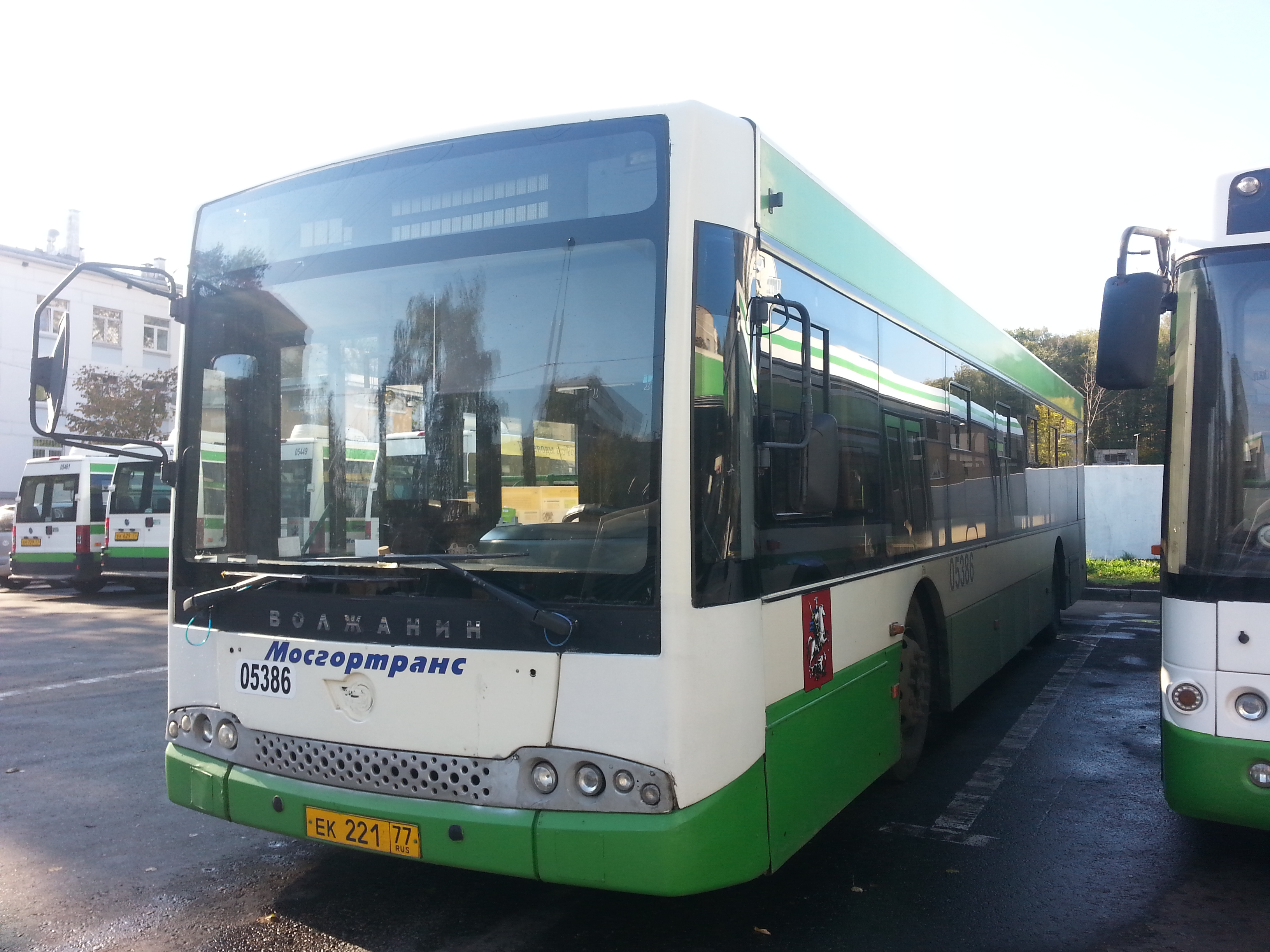
Wołżanin-5270.06 CityRytm-12
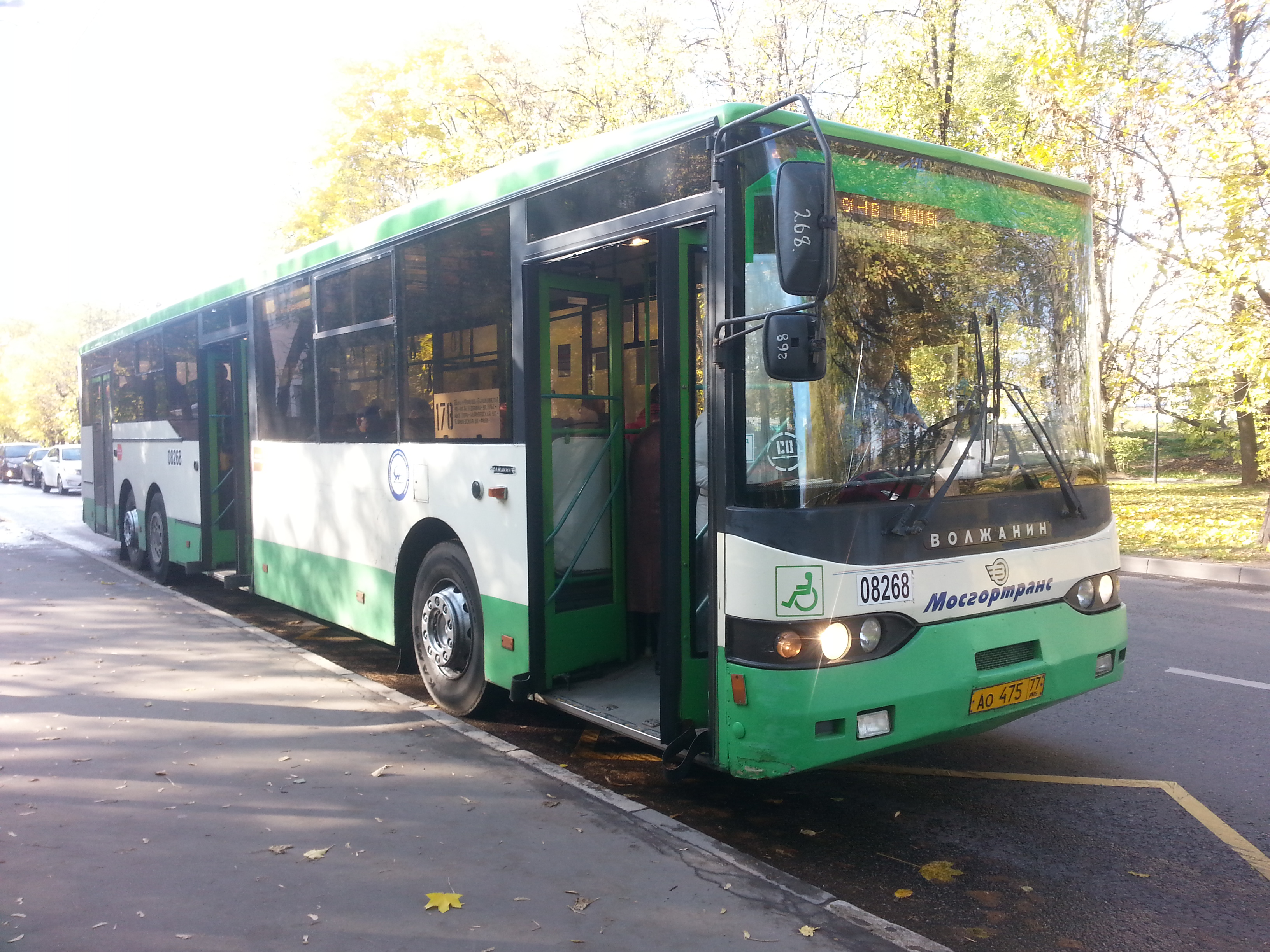
Wołżanin-6270
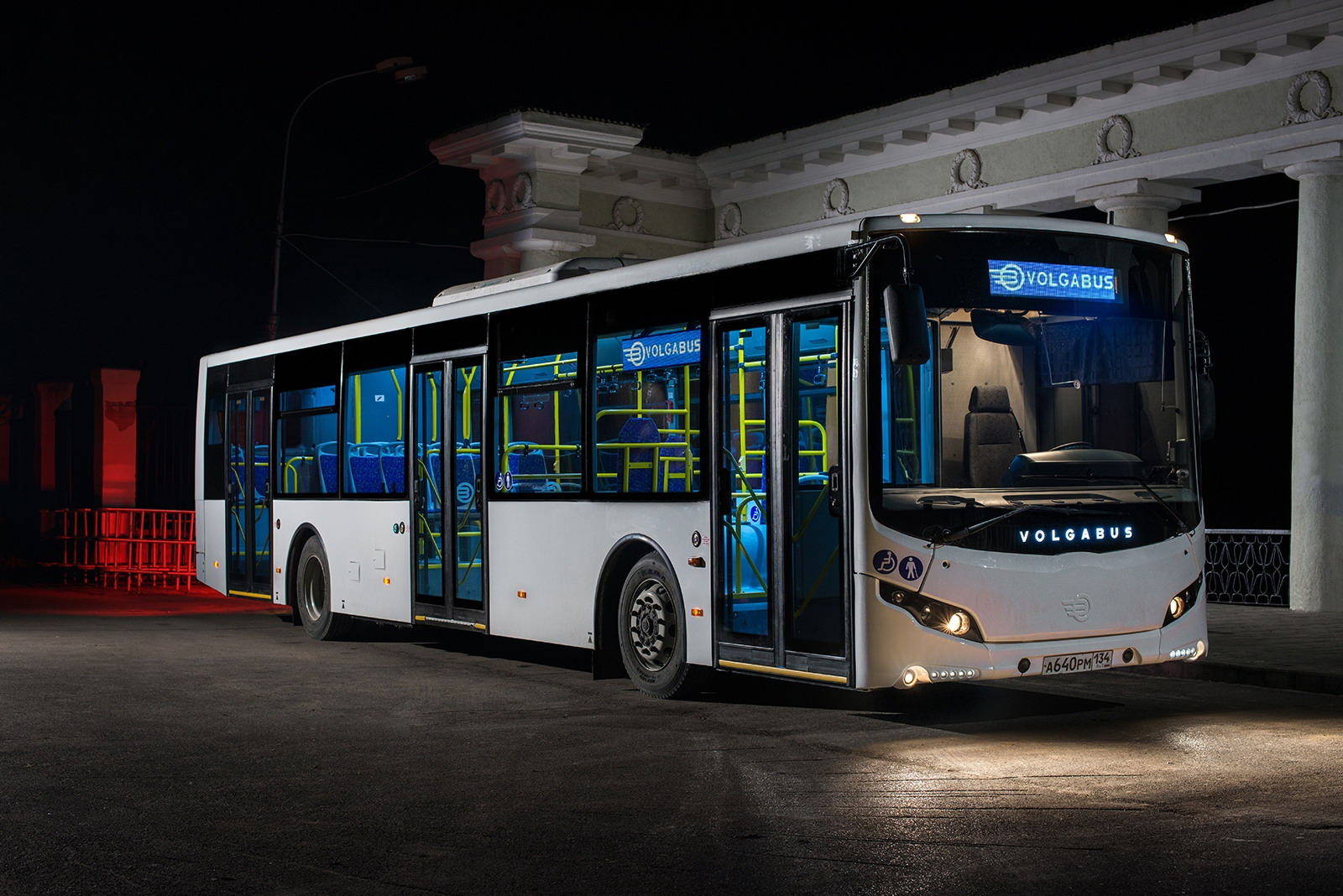
Wołgabus-5270 CityRytm-12